# Citrate de caféine
Le citrate de caféine (Cafcit) est le sel de l'acide citrique et de la caféine (base) qui sert de médicament en particulier pour le traitement à court terme de l'apnée de la prématurité (absence de respiration chez les prématurés),. Le citrate de caféine agit de la même façon que la caféine mais prend effet plus rapidement car sa vitesse de dissociation est plus rapide que celle de la caféine. Comme celle-ci, le citrate de caféine peut être utilisé pour soulager les maux de tête. Toutefois le citrate de caféine n'est généralement utilisé qu'uniquement pour traiter des migraines sévères.
Ce composé est préparé par simple combinaison de la caféine anhydre avec l'acide citrique monohydrate et du citrate de sodium dihydrate. Dans son action thérapeutique, cette préparation est identique à celle de la caféine pure parce que le contre-ion citrate se dissocie dans l'eau. Les doses de citrate de caféine, en raison de la fraction de citrate, sont naturellement plus élevées que celles de caféine pure, c'est-à-dire il faut une plus grande dose pour obtenir la même quantité de caféine. Le ratio des doses thérapeutiques de caféine dans sa forme pure ou citrate est généralement 1:2. Il est donc généralement recommandé que la caféine soit prescrite en termes caféine-base et non pas de citrate de caféine.

## Divers
Le citrate de caféine fait partie de la liste des médicaments essentiels de l'Organisation mondiale de la santé (liste mise à jour en avril 2013).